# Sint-Antoniuskapel (Kronenberg)

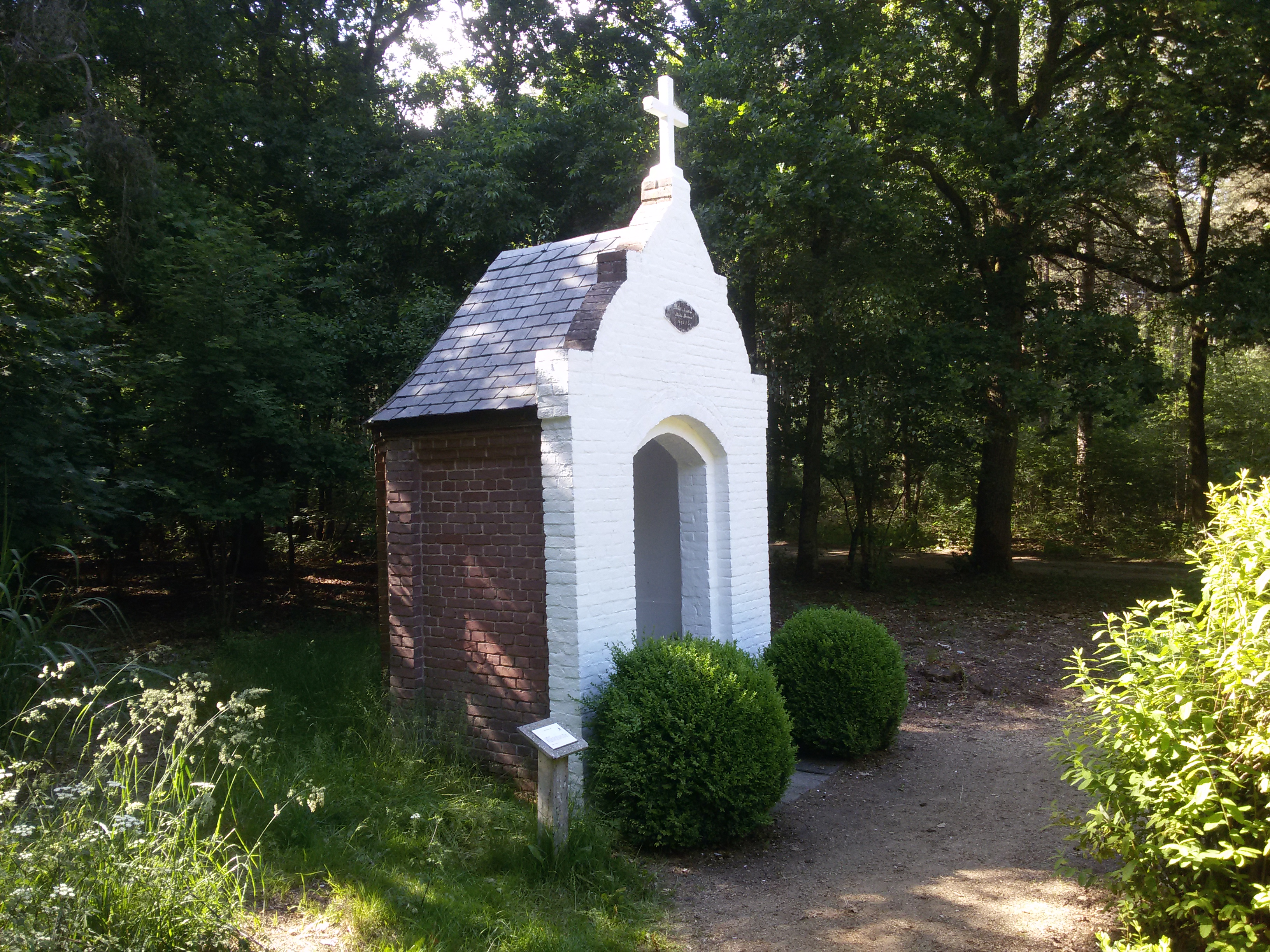
De Sint-Antoniuskapel

De Sint-Antoniuskapel of Roodbeenkapel is een kapel in Kronenberg in de Nederlands Noord-Limburgse gemeente Horst aan de Maas. De kapel staat ten zuidwesten van Kronenberg in een bos aan een splitsing van wegen, waaronder de Meerweg. Verder richting Kronenberg staat eveneens aan de Meerweg de Onze-Lieve-Vrouw-van-Goede-Raadkapel.
De kapel is gewijd aan Antonius van Padua.

## Geschiedenis
Aan het begin van de 20e eeuw werd de kapel gebouwd door Jacobus Roodbeen, waardoor de kapel in de volksmond ook aangeduid werd met Roodbeenkapel.
In de jaren 1970 werd het Antoniusbeeldje uit de kapel gestolen en vervangen door een nieuw beeld.

## Bouwwerk
De bakstenen kapel wordt gedekt door een zadeldak met leien en op de hoeken van de gevels zijn er steunberen aangebracht. De frontgevel is een wit geschilderde schoudergevel met verbrede aanzet en schouderstukken op de uiteindes en halverwege. Tussen de schouderstukken halverwege en de uiteindes is de gevelrand licht gebogen uitgevoerd. Op de top van de gevel is een wit geschilderd kruis geplaatst. In de frontgevel bevindt zich de segmentboogvormige toegang.
Van binnen is de kapel wit gepleisterd en in de achterwand is een rechthoekige nis aangebracht die wordt afgesloten met glas en traliewerk. In de nis staat een beeld van de heilige Antonius.